# Yaiba
Yaiba (стилізовано як Y∀IBA) — серія манґи, написана та проілюстрована Гошьо Аоямою. Вона публікувалася в журналі Weekly Shōnen Sunday видавництва Shogakukan з вересня 1988 року по грудень 1993 року, та її розділи зібрано в 24 томи. 
Історія розповідає про Яйбу Куроґане, хлопчика-самурая, вихованого батьком у лісі, який повертається до міського життя в Японії. Яйба стикається з суперником, фехтувальником Такеші Онімару, але коли битва заходить у глухий кут, принижений Онімару натрапляє на магічну катану, що завершується його планами захопити світ за допомогою армії демонів. Це змушує Яйбу та його союзників вирушити на квест, щоб перемогти щойно трансформованого лорда демонів, а також зустріти на цьому шляху кілька персонажів з японської історії та міфології.
52-серійна аніме-адаптація від Pastel під назвою Kenyū Densetsu Yaiba транслювалася на TV Tokyo та Television Hokkaido з квітня 1993 року по квітень 1994 року. Прем’єра другого аніме-серіалу виробництва Wit Studio під назвою Shin Samurai-den Yaiba запланована на квітень 2025 року.
Станом на травень 2024 року тираж манґи перевищив 17 мільйонів копій. У 1993 році Yaiba отримала 38-му нагороду Shogakukan Manga Award в категорії сьонен.

## Сюжет
Яйба Куроґане — хлопець, що шукає пригод. Він лише вміє бути самураєм і мало що знає про інші речі. Яйба живе зі своїм батьком Кенджуро в лісі. Одного дня, поки Яйба їв, група горил напала на нього. Яйба та його батько втекли і сховалися всередині коробки, але вони не знали, що коробка була повна ананасів і мала бути перевезена до міста. В місті Яйба дізнається, що він є легендарним воїном і має битися зі злом, яким є школяр Такеші Онімару, що схожий на демона.
Люди, яких Яйба зустрічає на своєму шляху до того, щоб стати справжнім самураєм, підтримують його, тренують або надихають на велич, хоча в глибині душі він все ще дитина. Його неймовірна майстерність володіння мечем порівнюється лише з його добротою до друзів. Хоча він схильний стрибати, не озираючись, і його тупість часто перетворює потенційних союзників на ворогів, його друзі швидко розбираються з ним і рятують ситуацію. Ця незвичайна група вирушає в низку неймовірних пригод, де вони зустрічають легендарних постатей з японської історії, і зрештою долають неможливі труднощі, ставлячи на кон все, щоб врятувати всю планету від загрози не цього світу.

## Медіа

### Манґа
Написана та проілюстрована Ґошьо Аоямою, Yaiba публікувалася в журналі Weekly Shōnen Sunday видавництва Shogakukan з 7 вересня 1988 року по 1 грудня 1993 року. Розділи були зібрані в 24 томах, випущених з 18 квітня 1989 року по 18 лютого 1994 року. Shogakukan випускав перевидання манґи в 10-томному вигляді з 14 грудня 2001 року по 10 серпня 2002 року Shogakukan також випускав друге 24-томне видання з 15 липня 2004 року до 18 квітня 2005 року.

### Аніме

#### Серіал 1993 року
52-серійний аніме-серіал під назвою Kenyū Densetsu Yaiba (яп. 剣勇伝説YAIBA, досл. «Легенда хороброго мечника Яйба»), виробництва Pastel, транслювався на TV Tokyo з 9 квітня 1993 року по 1 квітня 1994 року.

#### Серіал 2025 року
Про другу аніме-адаптацію під наглядом Аоями було оголошено у Weekly Shōnen Sunday 8 травня 2024 року. Серіал створений компанією Wit Studio з новою назвою Yaiba: Samurai Legend (яп. 真・侍伝YAIBA, Shin Samurai-den Yaiba, досл. «Легенда справжнього самурая Яйба»). Його прем’єра запланована на ytv, Nippon Television та інших станціях NNS 5 квітня 2025 року. Аніме транслюватиметься в тандемі з іншим серіалом авторства Аоями, Detective Conan. Перші три серії будуть показані в десяти кінотеатрах Toho Cinemas 13 березня.

## Сприйняття
Станом на травень 2024 року тираж манґи перевищив 17 мільйонів копій. У 1993 році Yaiba разом із Ghost Sweeper Mikami отримали 38-му нагороду Shogakukan Manga Award у категорії сьонен.